# خطوط إيه إم سي الجوية
خطوط طيران إيه إم سي هي شركة طيران مصرية خاصة تعتمد على رحلات الطيران العارض (الشارتر)، انشأت الشركة سنة 1988، وبدأت عملياتها رسمياً سنة 1992، تتخذ الشركة من مطار القاهرة الدولي مركزاً لعملياتها، مع وجود فروع أخرى لها في بعض المدن المصرية مثل مطار شرم الشيخ الدولي، مطار برج العرب الدولي، ومطار الأقصر الدولي. تقوم بعمل رحلات جوية من أوروبا إلى المدن السياحية في مصر، بالإضافة إلى رحلات كبار الزوار والنقل العسكري وغير ذلك.

## الوجهات
أغلب رحلات الشركة هي رحلات عارضة، تقلع من مدن أسوان، الغردقة، الأقصر وشرم الشيخ إلى نقاط ومدن عديدة في قارة أوروبا.
إلا أنهم أن هناك بعض الرحلات المنتظمة التي تقلع من مطار برج العرب الدولي بالإسكندرية إلى:
- المدينة المنورة (مطار الأمير محمد بن عبد العزيز الدولي).
- جدة (مطار الملك عبد العزيز الدولي).
- دبي (مطار دبي الدولي).

## الأسطول
- 10طائرات من طراز بوينغ 737-800
- طائرة واحدة من طراز إم دي 83